# Stuart Leslie
Stuart Leslie est un diplomate bélizien. Il est gouverneur général par intérim du Belize du 30 avril au 27 mai 2021.

## Biographie
Représentant permanent du Belize aux Nations unies de 2000 à 2005, il est le chef du service des élections de septembre 2005 à décembre 2006. Stuart Leslie est nommé en janvier de la même année ambassadeur pour le commerce au ministère des Affaires étrangères et du Commerce extérieur. À la suite du départ à la retraite de Sir Colville Young le 30 avril 2021, il devient gouverneur général du Belize par intérim, jusqu'à l'assermentation de Froyla Tzalam en tant que nouveau gouverneur général.
En mai 2023, il participe à la délégation bélizienne à la cérémonie de couronnement de Charles III, roi du Belize, du Royaume-Uni et des autres royaumes du Commonwealth, en tant que secrétaire du cabinet. Il accompagne notamment Dame Froyla Tzalam, et le ministre de l'Éducation, de la Culture, des Sciences et de la Technologie, Francis Fonseca.